# 川喜田貞久
川喜田 貞久（かわきた さだひさ、1934年1月4日 - 2007年6月6日）は、日本の銀行家。

## 経歴
三重県出身。1956年に慶應義塾大学法学部を卒業し、同年に三和銀行に入行。1971年2月に百五銀行に転じ、1981年6月に取締役に就任し、1984年6月に常務、1988年7月に専務を経て、1993年4月には頭取に就任。2001年8月に会長に就任。
2007年6月6日、肝細胞癌で死去。73歳没。